# Jeu de cartes
Pour l’article homonyme, voir Jeu de cartes (Stravinsky).
 (décembre 2021).
Si vous disposez d'ouvrages ou d'articles de référence ou si vous connaissez des sites web de qualité traitant du thème abordé ici, merci de compléter l'article en donnant les références utiles à sa vérifiabilité et en les liant à la section « Notes et références ».
 (septembre 2008).

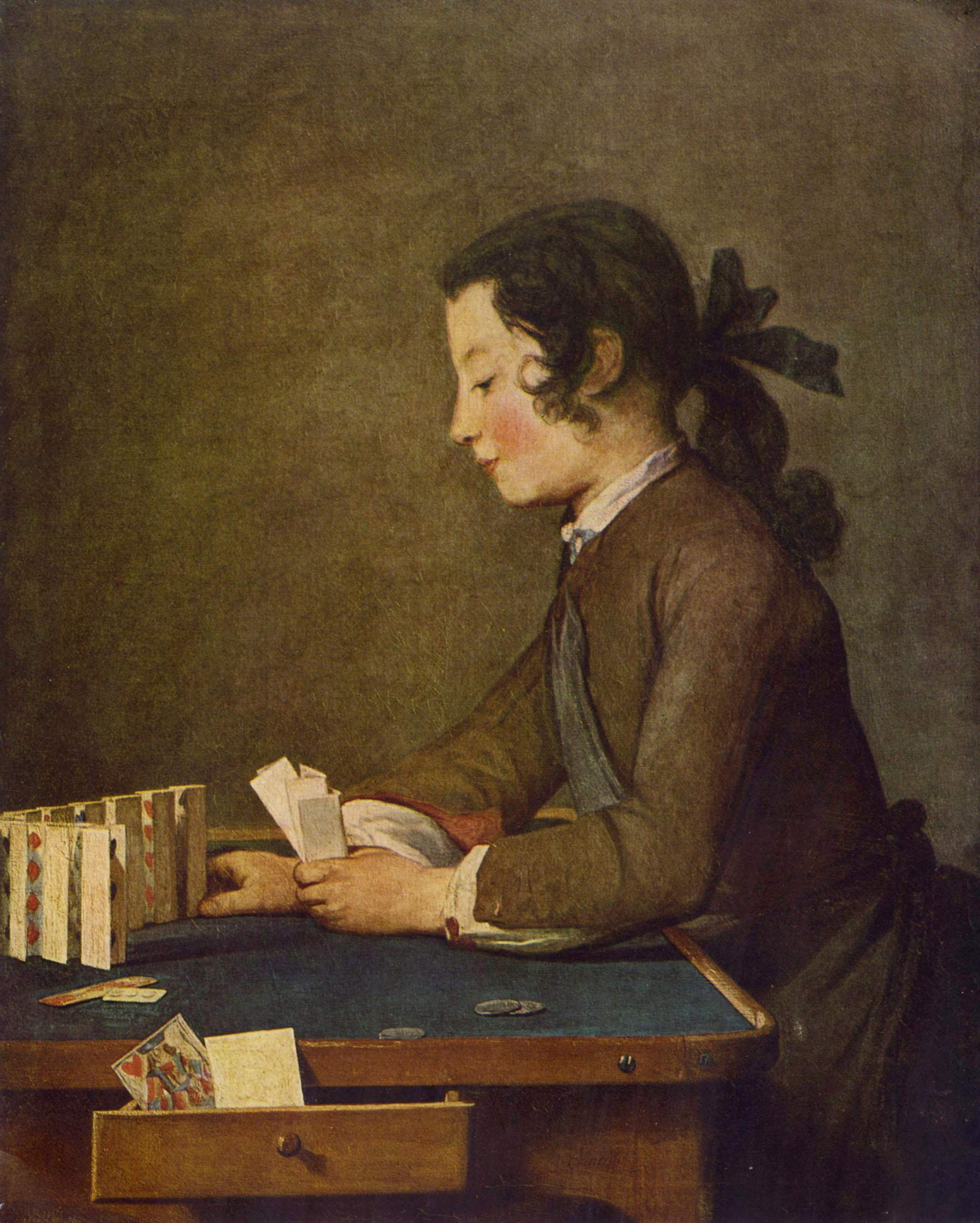
Jean-Baptiste, tableau de Chardin.

 L'expression jeu de cartes désigne à la fois :
- l'ensemble matériel complet des cartes nécessaires pour pratiquer un jeu de société, par exemple un jeu de 32 ou 52 cartes (54 avec les jokers), un jeu de tarot ou un jeu de cartes italien.
- le jeu de société lui-même, s'il utilise comme matériel exclusif, ou pratiquement exclusif, des cartes à jouer traditionnelles ou spécifiques à ce jeu.

Dans d'autres domaines, un jeu de cartes peut également désigner un ensemble de cartes géographiques ou un ensemble de cartes perforées pour le traitement mécanographique.

## Histoire
En Europe, les jeux de cartes ont commencé à être utilisés dans la seconde moitié du XIVe siècle, en provenance des civilisations orientales. Ils nous seraient parvenus via les Mamelouks, ancienne milice égyptienne. Selon plusieurs documents cités dans le livre réalisé par le musée de Cluny et l'encyclopédie Universalis, ce type de jeux a d'ailleurs été décrié dès son arrivée par l'Église, qui était contre les jeux de hasard.

## Matériel de jeu
La carte à jouer est la base du jeu de cartes. Suivant les régions et les époques, les cartes, figures et couleurs peuvent différer : par exemple, un jeu de cartes français possède des figures nommées avec les symboles de couleur: cœur, carreau, pique, trèfle.

## Vocabulaire
Il existe un vocabulaire commun aux jeux de cartes.

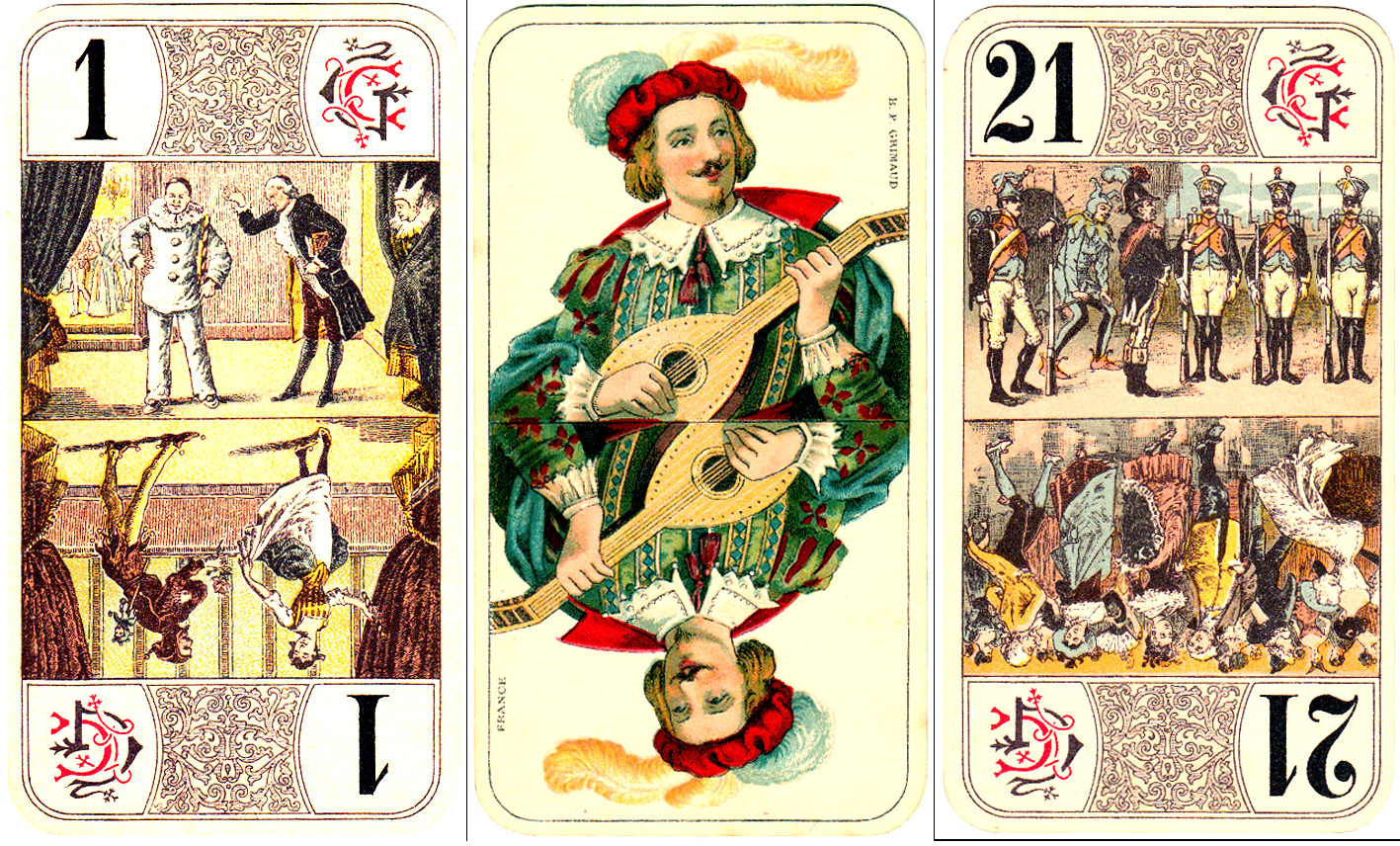
Le 1, l'excuse et le 21, trois atouts du jeu de tarot.

### Avant le jeu
- Battre ou brasser : action de mélanger les cartes
- Distribuer ou donner : attribuer les cartes aux joueurs, une à une ou par paquets, dans le sens défini par les règles du jeu pratiqué. Le joueur qui distribue les cartes est appelé le donneur.
- La donne : période de jeu (ou l'ensemble des actions ayant cours pendant cette période) qui commence par la distribution des cartes.
- Couper (à la distribution des cartes): prendre une partie des cartes depuis le dessus du paquet pour les passer sous le paquet. Ceci permet aux autres joueurs de vérifier que le batteur/distributeur n'a pas triché lors du mélange des cartes.
- Couleur ou enseigne : l’une des catégories dans laquelle les cartes d'un paquet sont divisées. Il ne s’agit donc pas de la couleur au sens littéral (noir ou rouge dans les jeux traditionnels).
- Une main ou un jeu : désigne les cartes détenues par un des joueurs.
- La pioche, le talon ou la pige (Québec) : désigne le tas de cartes non distribuées, souvent retourné « Face cachée », et dans lequel le joueur peut ou doit « piocher » une carte selon les règles.
- Le ponte est, dans les jeux de hasard intéressés (baccara, pharaon, roulette, etc.), la personne qui joue contre le banquier.
- Le banquier est celui qui paye les gagnants et encaisse l'enjeu des perdants dans les jeux d'argent.

### Pendant le jeu

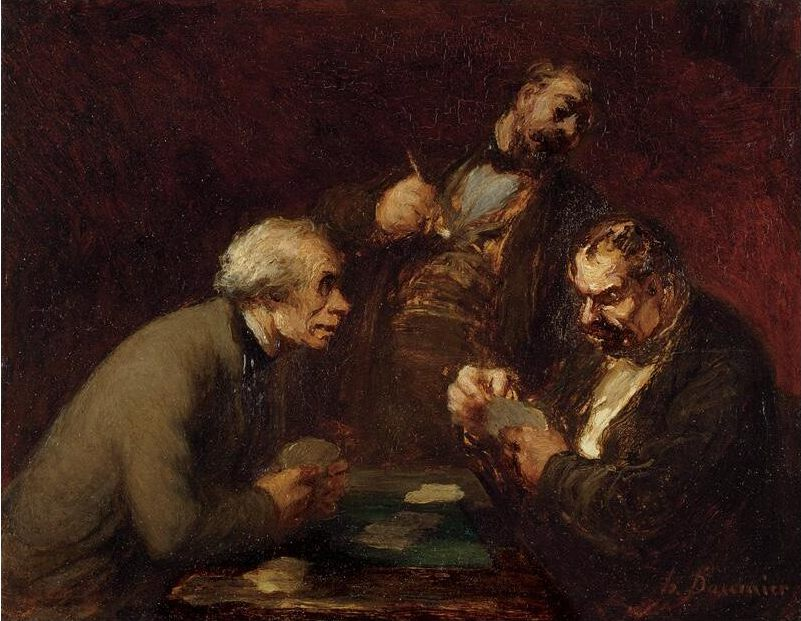
Joueurs de cartes, 1859-1862
Honoré Daumier
Collection privée, Vente 2004

- Couper (pendant le jeu) ; désigne, dans certains jeux, l'action de jouer une carte atout pendant un pli où l'atout n'est pas la couleur demandée.
- La défausse : désigne un emplacement où les joueurs disposent, généralement face visible, les cartes dont ils se débarrassent au cours du jeu.
- Atout : désigne la couleur ou série de cartes qui, dans certains jeux, reçoit un statut privilégié par rapport aux autres couleurs.
- Un pli ou une levée : désigne l'ensemble des cartes jouées pendant un tour de jeu et généralement ensuite ramassées par le joueur ayant gagné ce tour. Désigne aussi le tour de jeu proprement dit.

## Jeux utilisant des cartes traditionnelles
Il existe plusieurs types de jeux de cartes et on peut y jouer de manières différentes.
- Les jeux de cartes traditionnelles occidentaux sont généralement composés de 32 à 52 cartes assorties éventuellement d'un ou plusieurs jokers, ou de 78 cartes pour les cartes de tarot.
- Les jeux de société qui se pratiquent avec un ou plusieurs paquets de cartes traditionnelles.

### Jeux traditionnels
- La bataille
- Le tarot
- La belote
- La crapette
- Le bridge

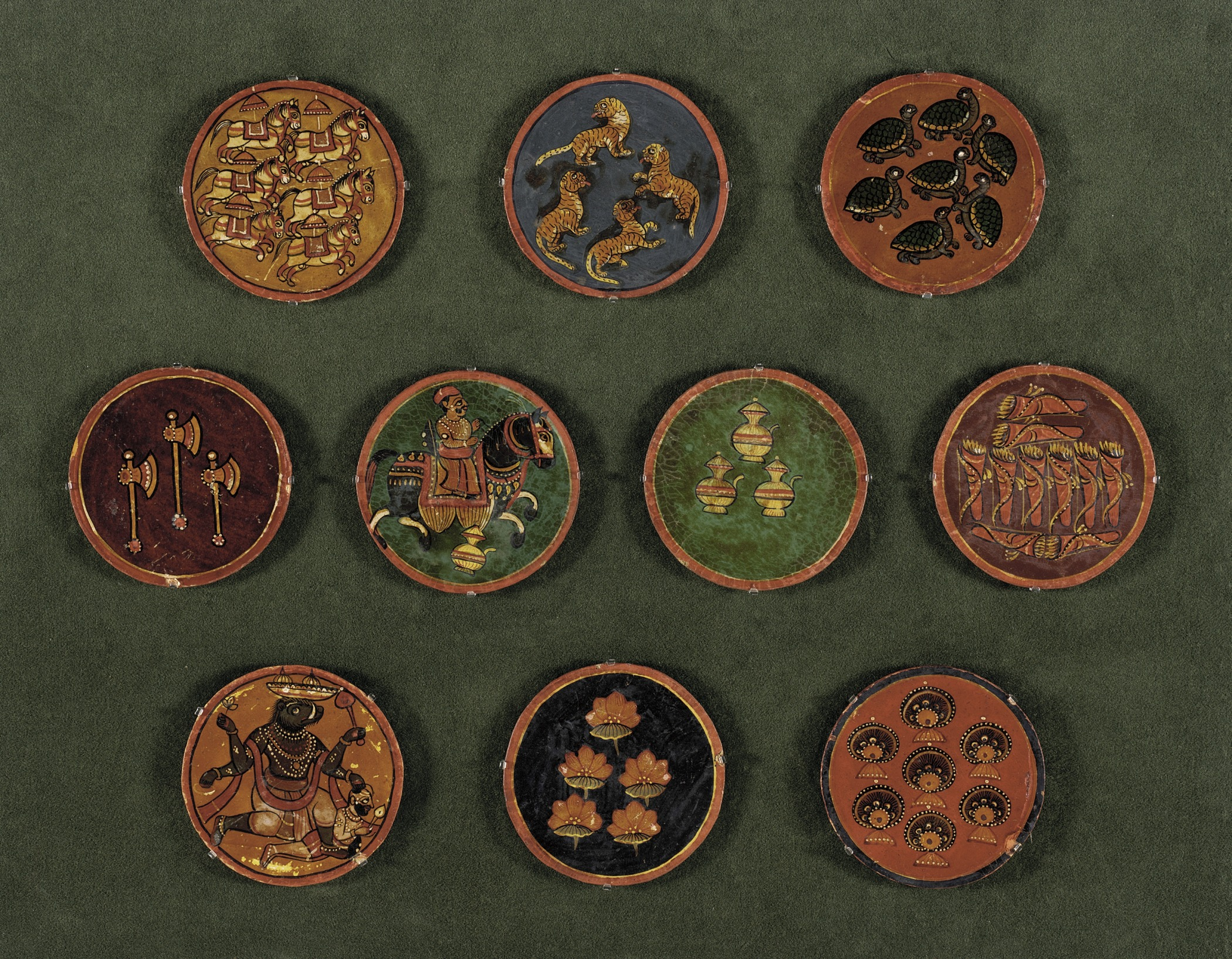
Dix cartes du jeu indien de ganjifa.

- La manille, parfois appelée la coinche
- Le whist
- Le jass
- Le poker
- Le rami
- La canasta
- Le Nain jaune
- Jeu des 7 familles
- Le crib (ou cribbage), jeu populaire dans les pays anglo-saxons
- Jeu d'aluette (jeu typique de Vendée, du sud de la Bretagne et du Cotentin (48 cartes), dit aussi jeu de la luette ou encore la Vache)
- Ganjifa (jeu du Maharashtra, de l'Orissa et du Bengale-Occidental, États de l'Inde)
- Koi-koi (jeu traditionnel du Japon et de la Corée)
- Le Dourak (du russe Дурак : abruti, crétin) est un jeu de cartes originaire de Russie.
- La Scopa, jeu de cartes traditionnel italien
- La Bourre, jeu de cartes traditionnel occitan
- Le président

## Jeu de cartes à collectionner
Les jeux de cartes à collectionner ou JCC (en anglais, collectible card game ou CCG) utilisent des cartes conçues spécialement pour les jeux en question. Ils diffèrent des jeux de cartes classiques par la grande variété de cartes éditées et l'utilisation par les joueurs de paquets personnalisés. Les cartes ont en général des effets très variés sur le jeu. Une carte contient souvent un dessin de grande qualité (qui fait partie de l'intérêt du produit ; certains artistes doivent une part de leur notoriété à leurs travaux sur ces jeux) et un texte décrivant l'effet de la carte. Le jeu se déroule souvent dans un monde fictif cohérent, de fantasy, de science-fiction ou autre ; il s'agit parfois d'univers déjà connus, par exemple dans des romans.

## Jeux de cartes spécifiques
Les jeux de cartes spécifiques utilisent des cartes conçues spécialement pour eux comme 1000 bornes (1954) et Uno (1971). Ils peuvent être la propriété d'un éditeur de jeux de société ou appartenir au domaine public.
Pour une liste voir la Catégorie:Jeu de cartes spécifique.